# Teorema de Varignon (mecânica)
O teorema de Varignon é um teorema que foi descoberto pelo matemático neerlandês Simon Stevin em princípios do século XVII, mas que deve sua atual forma ao matemático francês Pierre Varignon (1654-1722), que o enunciou em 1687 em seu tratado Nouvelle mécanique.

## Enunciado
O teorema de Varignon é hoje visto, graças ao emprego do cálculo vetorial, como uma obviedade. No entanto, em sua época teve uma relevância fundamental, já que as forças não eram vistas como vetores com um módulo, direção e sentidos dados, mas como entelequias tremendamente abstratas cujo tratamento se fazia complicado por uma difícil e ineficaz semântica e simbologia (que a notação de Leibniz veio a resolver), e pelo emprego de técnicas geométricas muito engenhosas mas difíceis de se tratar.
Seu enunciado, segundo a terminologia atual, é:
Teorema — O momento resultante sobre um sistema de forças concorrentes é igual à soma dos momentos das forças aplicadas.